# Nguyễn Thanh Xuân (chánh án)
Nguyễn Thanh Xuân (sinh ngày 25 tháng 11 năm 1960) là một thẩm phán và chính trị gia người Việt Nam. Ông hiện là Thẩm phán trung cấp, Chánh án Tòa án nhân dân tỉnh Quảng Bình. Ông từng là Chánh Văn phòng Ủy ban nhân dân tỉnh Quảng Bình.

## Xuất thân
Ông sinh ngày 25 tháng 11 năm 1960, quê quán ở xã An Thủy, huyện Lệ Thủy, tỉnh Quảng Bình, người dân tộc Kinh.

## Giáo dục
Ông có trình độ cử nhân luật.

## Sự nghiệp
Sáng ngày 4 tháng 9 năm 2012, Chánh án Tòa án nhân dân tối cao Trương Hòa Bình đã trao Quyết định số 1833/QĐ-TCCB ngày 23/7/2012 về việc bổ nhiệm chức vụ Chánh án Tòa án nhân dân tỉnh Quảng Bình cho ông Nguyễn Thanh Xuân, Chánh Văn phòng Ủy ban nhân dân tỉnh Quảng Bình trong thời gian 5 năm kể từ ngày ký Quyết định, thay cho ông Nguyễn Văn Thìn nghỉ hưu theo chế độ.
Sau đó ông được tái bổ nhiệm chức vụ Chánh án Tòa án nhân dân tỉnh Quảng Bình.
Trong Đảng Cộng sản Việt Nam, ông là Tỉnh ủy viên tỉnh Quảng Bình.